# Carlos Luis Morales
Carlos Luis Morales Benites (Guayaquil, 12 giugno 1965 – Guayaquil, 22 giugno 2020) è stato un calciatore ecuadoriano, di ruolo portiere. Ha giocato per la nazionale di calcio ecuadoriana per 12 anni, totalizzando 40 presenze.

## Carriera

### Club
Ha iniziato la carriera con il Barcelona Sporting Club di Guayaquil, restandovi per 10 anni, vincendovi cinque titoli nazionali. Trasferitosi all'Independiente, in Argentina, gioca 22 partite prima di tornare in Ecuador. Ha chiuso la carriera nel 2001 nella piccola società del Santa Rita Vinces.

### Nazionale
Dal 1987 al 1999 ha fatto parte della nazionale di calcio ecuadoriana, giocandovi quaranta partite, e partecipando a varie edizioni della Copa América.

## Palmarès

### Club

#### Competizioni nazionali
- Campionato ecuadoriano: 6

Barcelona Guayaquil: 1985, 1987, 1989, 1991, 1995